# W. A. Draves
William August Draves (* 12. Mai 1912; † 28. Juni 1994) war der Gründer, weltweite Leiter und Apostel (einem Bischof vergleichbar) der Kirche Christi mit der Elias-Botschaft.
Von 1937 bis 1993 empfing W. A. Draves nach eigenem Bekunden und dem Glauben der Kirche 87 göttliche Botschaften, die ihm durch den als Engel erschienenen auferstandenen Johannes den Täufer überbracht wurden. Diese Botschaften werden von der Kirche Christi mit der Elias-Botschaft neben der Bibel und dem Bericht der Nephiten als gleichwertige Heilige Schrift anerkannt.

## Kindheit
W. A. Draves wurde am 12. Mai 1912 geboren und wuchs als drittes Kind einer Familie mit acht Kindern im westlichen Teil des US-Bundesstaates Nebraska auf. Als 10-Jähriger besuchte er mit seinem Vater und seinem älteren Bruder mehrere Tage lang Gottesdienste einer Gemeinde der Reorganisierten Kirche Jesu Christi der Heiligen der letzten Tage. Schließlich ließ er sich zusammen mit seinem Bruder von Pastor Sivvitts in North Platte, US-Bundesstaat Nebraska, im Platte River taufen. Die sich anschließende Konfirmation nahm Evangelist Ralph Burton vor. Während der Konfirmation wurde ihm nach eigenem Bekunden eine Prophetie gegeben mit dem Inhalt, dass er einmal „eine besondere Arbeit“ unter seinen Glaubensgeschwistern „tun müsste..., Engel sehen würde und als Prophet in Gottes Arbeit angesehen würde“. Während der nächsten Tage der Gottesdienste bekam er am 3. August 1922 von einer Prophetin die zusätzliche Bestätigung, dass die vorausgehende Prophetie wahr und tatsächlich von Gott sei. Außerdem wurde ihm gesagt, dass bis zum Tod seiner Mutter noch 40 Jahre vergehen würden und er diese Zeit mit ihr zusammen sein werde. Gemäß einer späteren Lebensbeschreibung von W. A. Draves soll diese Prophezeiung auf den Tag genau eingetroffen sein, als seine Mutter am 3. August 1962 im Alter von 84 Jahren in einem von Draves geleiteten Altersheim in Kingston, US-Bundesstaat Missouri, starb.
Als W. A. Draves 13 Jahre alt war, zog seine Familie in den US-Bundesstaat Colorado. Dort schloss sie sich der Kirche Jesu Christi der Heiligen der Letzten Tage an. Draves ließ sich dann in dieser Kirche taufen. Jedoch nahm er nicht an den Abendmahlsfeiern teil, da ihm die Praxis missfiel, Wasser beim Abendmahl zu verwenden.

## Jugend
Im Jahre 1929, als Draves knapp 17 Jahre alt war, erfuhr seine Familie von den angeblichen Erscheinungen des auferstandenen Johannes des Täufers und dessen Botschaften, die er Otto Fetting, damals noch Apostel der Church of Christ, Temple Lot, überbracht haben soll. Die Familie wurde dabei auch von den vermeintlich göttlichen Plänen in den Botschaften in Kenntnis gesetzt, auf dem Tempelplatz in Independence im US-Bundesstaat Missouri nun an genau der Stelle den Tempel zu bauen, die Joseph Smith (1805–1844), der Begründer der Mormonen, im Jahre 1831 in einer Vision gesehen haben soll. Dieser Tempelplatz gehörte inzwischen der Church of Christ, Temple Lot. Das Fundament wurde 1929 im Ausmaß von ca. 55 × 27,5 m ausgegraben. All diese Nachrichten gaben W. A. Draves Mut und Zuversicht.
Im April 1929 kam Draves’ Vater beim Zusammenstoß eines Zuges mit einem Lastwagen ums Leben. Zu dieser Zeit lebte die Familie auf einem Bauernhof östlich von Platteville, Weld County, Colorado. Aufgrund der Bitte der Mutter um Besuche durch Älteste (Presbyter) der Church of Christ, Temple Lot, kam Apostel Thomas Barton. Die Mutter und mehrere Kinder einschließlich W. A. Draves ließen sich taufen. Thomas Barton prophezeite in der anschließenden Konfirmation Draves, dass er „eine besondere Arbeit in der Kirche unter den Brüdern zu tun hätte, ... Engel sehen würde und ein Leiter in Gottes Arbeit sein würde“. Barton wusste nach Draves’ späterem Bekunden nichts von den Prophezeiungen, die Draves bereits als 10-Jähriger erhalten hatte. Die völlige Übereinstimmung dieser beiden unabhängigen Prophetien beeindruckte ihn und gab ihm erneut die Gewissheit über deren göttliche Herkunft.
Während des Sommers 1929 war Draves von der Arbeit am Tempelbau gepackt und plante, nach Independence, Missouri, zu gehen, um beim Bau zu helfen. Schließlich hörte Draves von der 12. Botschaft (Zitat und Erklärung bei Otto Fetting, Wirken in der Church of Christ (Temple Lot)), die am 18. Juli 1929 Johannes der Täufer als Engel Otto Fetting überbracht haben soll. Für Draves war es nun völlig unverständlich, dass frühere Mitglieder anderer mormonischer Kirchen sich der Church of Christ (Temple Lot), anschließen konnten, ohne von dieser nochmals mit einer Art Reinigungstaufe gemäß dieser 12. Botschaft getauft worden zu sein. Später erfuhr Draves, dass sogar Apostel Thomas Barton, der innerhalb der Church of Christ, Temple Lot, an vorderster Stelle wirkte, vorher aber von der Reorganisierten Kirche Jesu Christi der Heiligen der Letzten Tage übergewechselt war, ebenfalls nicht erneut getauft worden war.

## Wirken in der Church of Christ (Fetting) sowie in der Kirche Christi mit der Elias-Botschaft
Draves schloss sich schließlich der von Otto Fetting gegründeten „Kirche Christi (Fetting)“, engl. „Church of Christ (Fetting)“, an (der Klammerzusatz diente zur Unterscheidung von anderen „Churches of Christ“) und ließ sich innerhalb dieser Kirche im Jahre 1931 von Apostel W. P. Buckley erneut taufen. Später wurde Draves von Apostel George Backus zum Ältesten (Presbyter) ordiniert. Die Ordination zum Apostel der „Church of Christ (Fetting)“ erfolgte 1940. Nach der 26. Botschaft von Draves (in der Gesamtzählung einschließlich der Botschaften Fettings die 56. Botschaft) zweifelte die Kirche im Jahre 1943 die göttliche Urheberschaft von Draves' Botschaften an und erkannte schließlich nur noch Fettings 30 Botschaften an. Draves und seine Anhänger mussten die Kirche verlassen. Daraufhin gründete Draves eine eigene „Church of Christ“ mit der Bezeichnung „The Church of Christ with the Elijah Message“. Bis zu seinem Tod am 28. Juni 1994 hatte er die weltweite Leitung dieser Kirche inne.

## Hauptwerk „The Word of the Lord Brought to Mankind by an Angel“
Vom 4. Oktober 1937 bis zum 12. September erhielt W. A. Draves 87 Botschaften. Nach dem jeweiligen Empfang überreichte Draves die Botschaften direkt der Kirche, um die Interpunktion und Grammatik zu überprüfen und eine Verszählung vornehmen zu lassen. Er verteilte Exemplare weltweit an Bibliotheken, da ihn Johannes der Täufer angeblich dazu ermuntert hatte. Diese Botschaften gehören bis heute neben der Bibel, dem Bericht der Nephiten (einer inzwischen eigenen Ausgabe des Buches Mormon) und zusammen mit den 30 Botschaften von Otto Fetting zu den gleichwertigen Heiligen Schriften der Kirche Christi mit der Elias-Botschaft. Diese insgesamt 117 Botschaften sind als Sammlung in Buchform mit dem Originaltitel „The Word of the Lord Brought to Mankind by an Angel“ veröffentlicht. Sie fanden in englischer Sprache und in verschiedenen Übersetzungen, u. a. auch in deutscher, französischer, polnischer und russischer Sprache, außerhalb der USA auch in Mittelamerika, Europa, Afrika und Asien Verbreitung.

## Schriftliche Bezeugung der Besuche des Engelsboten durch W. A. Draves
Um die Wahrheit seiner angeblichen Erlebnisse an Eides statt persönlich zu bezeugen, schrieb Draves am 17. Juni 1940 in Independence, Missouri, nachdem er in der Nacht dieses Tages seine 18. Botschaft (in der Gesamtzählung einschließlich der Botschaften Fettings die 48. Botschaft) erhalten hatte, folgende persönliche Zeugenaussage:
„An alle, die es angeht: In aller Aufrichtigkeit mache ich vor meinem Herrn an diesem Tag diese ehrwürdige Zeugenaussage. Er ist mein Zeuge und auch mein Richter. Ich rechne damit, vor der großen und angenehmen Gerichtsschranke Gottes zu stehen, um Rechenschaft für das abzulegen, was ich hierin sagen mag.
Die Erscheinungen, Erfahrungen und Worte der Besuche des Boten sind wahr. Ich habe ihn von Zeit zu Zeit gesehen. Ich habe seine Stimme gehört. Ich habe sein Gesicht gesehen. Ich habe das Licht gesehen, das ihn begleitet, welches seinem Erscheinen vorausgeht und eine Stunde lang oder länger nach seinem Weggehen bleibt. Ich habe seine Berührung auf meiner Schulter gespürt und auch darin, indem er meine Hand hielt. Ich bin eingehüllt gewesen in jene wunderbare himmlische und göttliche Kraft Gottes.
Ich will diese Erklärung abgeben, damit jedermann wissen möge, dass dies wahr ist. Ich fürchte nicht das Zukünftige und ich kann nicht noch werde ich die Dinge, die ich von der himmlischen Quelle, dem Boten, gesehen und gehört habe, verleugnen, solange wie ich meinen rechten Verstand habe und Gott mir seine Gnade schenkt, hier auf Erden auszuharren.
Ich mag von denjenigen, die meine Gefährten sein sollten, missverstanden worden sein und ich mag in einigen Dingen in der Vergangenheit versagt haben, auch mögen andere noch Erklärungen über mich abgeben; aber ich will, dass dieses verstanden, dass diese Zeugenaussage wahr ist und ich den Ratschlägen und Anweisungen, die von dem Boten gegeben wurden, treu bleibe ohne Rücksicht darauf, was ein Mensch oder Menschen sagen mögen.
Der Bote trägt ein weißes Gewand. Seine Haare sind ein winziges bisschen golden neben seiner Haut und gehen in eine Weiße wie reine Wolle, weiß wie Schnee, über. Seine Augen sind wie eine Flamme und seine Füße sind wie der Glanz von feinem Messing, als ob sie in Flammen stehen würden. Seine Stimme hat den Klang von einem, der Autorität hat. Sein Gesichtsausdruck ist wie der Glanz der Sonne mit ihrem ganzen Ausmaß an Licht, noch heller als das Licht, das auf die Erde niederscheint. Er ist eingehüllt in Licht und unmittelbar um ihn herum ist es sehr hell.
Ich wünsche, dass alle den süßen und mächtigen Einfluss sehen könnten, der mit diesem Himmlischen einhergeht und dann alle Zweifel aus dem Verstand des natürlichen Menschen schwinden würden.
Friede an alle und es möge der Wille des Herrn getan werden. Diese sind meine Worte an euch an diesem Tag und es möge der Geist Gottes Zeugnis ablegen. – W. A. Draves“